# 鍾興
鍾興（？年—？年），字次文，汝南汝陽（今河南省駐馬店市）人，東漢左中郎將。

## 生平
鍾興年輕時師從少府丁恭，學習《嚴氏春秋》。丁恭以鍾興學問和操行都很崇高舉薦他，漢光武帝召見鍾興，詢問他經書的義理，鍾興對答如流。漢光武帝讚許他，鍾興被任命為郎中，升任左中郎將。詔令讓鍾興定《春秋》章句，刪除一些重複的內容、教導皇太子，又讓宗室諸侯向鍾興學習章句，鍾興因此受封關內侯。鍾興認爲自己沒有什麽功勞，不敢接受封爵，漢光武帝說：「先生教導太子和諸位王侯，這不正是大功嗎？」鍾興回答說他的老師是丁恭。於是丁恭也受封，但鍾興還是堅決不願接受封爵，鍾興後來在任內去世。

## 延伸阅读
[在维基数据编辑]
 《後漢書·卷79下》，出自范晔《後漢書》